# معركة مصراتة
معركة مصراتة هي حصار ومعركة طويلين دارا في مدينة مصراتة الليبية كجزء من ثورة 17 فبراير بعد أن تمرد السكان ضد القذافي وتمكنوا من طرد قوات الأمن من المدينة. بدأت المظاهرات الأولى في المدينة يوم 18 فبراير، لكنها سرعان ما بدأت بالتطور عند إطلاق الأمن للرصاص الحي على المتظاهرين، ثم وبعد عدة أيام من المظاهرات العارمة تمكن الثوار من إطباق سيطرتهم على المدينة وطرد أتباع القذافي منها في يوم 21 فبراير. وقد شهدت الفترة التالية لذلك بدأ الصراعات المسلحة بين ثوار المدينة وقوات القذافي، استمرَّت لمدة ثلاثة شهور تقريباً. وأخيراً في يوم الأحد 15 مايو أعلنَ الثوار سيطرتهم الكاملة على المدينة وانتهاء الصِّراع الطويل فيها، لكي تبدأ معارك جديدة على جبهتيها الأماميتين الشرقية والغربية حول مدينتي تاورغاء شرقاً وزليطن غرباً بشكل أساسيّ، ونتهت لمعركة بسيطرة الثوار على طرابلس

## المعركة

### تحرير المدينة (18 - 24 فبراير)
في يوم الجمعة 18 فبراير من الثورة الليبية بدأت المظاهرات بالانتشار في كافة أنحاء دولة ليبيا، فوصلت سريعاً إلى مدينة مصراتة التي كانت لا تزال هادئة حتى ذلك الحين. وقد استمرت الاحتجاجات في اليوم التالي - 19 فبراير - أيضاً، وعند هذه المرحلة بدأت قوات الأمن في المدينة بإطلاق الرصاص على المتظاهرين، مما أدى إلى سقوط عدة جرحى و3 قتلى. وقد خرجت مسيرات ضخمة لتشييع هؤلاء القتلى في يوم 20 فبراير، لكن أوقفتهم جماعات كبيرة من رجال الأمن ومن يُسمون «البلطجية» وهاجمتهم بأسلحة مختلفة منها نارية وغير نارية، فدافع المتظاهرون عن أنفسهم بدورهم مستخدمين الحجارة، مام أدى إلى نشوب مواجهات عنيفة وسقوط قتيل وعدة جرحى. استمرت المظاهرات على وتيرة مشابهة في يوم 21 فبراير وتعرض متظاهرو مصراتة للقصف بنيران الطائرات الحربية، كما بدأت بعض الأنباء بالظهور عن سيطرة المتظاهرين على المدينة.
سرعان ما تأكدت أنباء سيطرة الثوار على المدينة في يوم الأربعاء 23 فبراير عندما أعلنت مصادر من داخل مصراتة أنها أصبحت خارج سيطرة القذافي، وأن الثوار بدؤوا بتشكيل لجان ومجالس لإدارة المدينة مؤقتاً ريثما تنتهي الثورة، وقد انتهى أيضاً خلال اليوم ذاته القصف المكثف الذي كان يُشن على المدينة في الأيام السابقة مما أدى إلى خروج احتفالات عارمة بالتحرر من حكم القذافي. لكن هذه الحال والهدوء لم يَستمرا طويلاً في المدينة، ففي يوم 24 فبراير شنت قوات القذافي هجوماً مفاجئاً على تجمعات احتجاجية كبيرة قرب مطار مصراتة المدني وقتلت 4 متظاهرين، ثم دار عراك في المدينة استمر لمدة حتى اضطرت قوات القذافي للتراجع مجدداً خارجها.

### بدأ المقاومة (25 فبراير - 2 مارس)
في يوم 25 فبراير بدأت المعركة بالتطور مرحلة إضافية. فقد حمل الثوار السلاح واصطدموا مع هجوم من كتائب العقيد خميس القذافي على مدينة مصراتة، وتمكنوا من صده وإجبار الكتائب على التراجع. وفي يوم 27 فبراير خرج المئات لتشييع عدد من المتظاهرين الذي قتلوا في اشتباكات الأيام الماضية، لكن باغتتهم مروحية عسكرية وأطلقت عليهم النار موقعة المزيد من القتلى في صفوف المتظاهرين. كما شهد اليوم ذاته هجوماً آخر من قوات القذافي، اقتحم فيه عدد من الجنود مبنى إذاعة مصراتة وخربت أجهزة الاتصال الموجودة فيه. ثم في يوم 28 فبراير عادت المعارك للنشوب في المدينة، فقد شنت قوات القذافي هجوماً آخر رد عليه الثوار مستخدمين الأسلحة النارية الخفيفة، وتمكنوا من إبقاء المطار وجزء من قاعدة عسكرية ومعظم أجزاء المدينة الأخرى ضمن سيطرتهم. وقد شهد ذاك اليوم أيضاً تطوراً أكبر في المعارك، فقد تمكن الثوار بأسلحتهم من إسقاط طائرة عسكرية تابعة للقذافي كانت تقصف المدينة وأسروا طاقمها، كما بدأ في اليوم ذاته عراك عنيف في قاعدة عسكرية مجاورة لمصراتة استطاع الثوار السيطرة على جزء كبير منها وحصلوا منه على أسلحة. لكن بالرغم من إيقافهم للتوغل البري للقوات، فقد استمر قصف مصراتة خلال ذلك اليوم، مما أوصل حصيلة القتلى في يوم 28 فبراير إلى ما يُقارب 50 قتيلاً.
في يوم الثلاثاء 1 مارس أعلنت عدة وحدات من الجيش الليبي انضمامها إلى ثورة مصراتة، وقد ساندت هذه الوحدات الثوار في صد المزيد من هجمات القذافي التي شنها في ذلك اليوم. وكانت قد تركزت هذه الهجمات حول قاعدة جوية في المدينة وأدت إلى سقوط مدنيّين. وقد استمرت المناوشات بعد ذلك على وتيرة مشابهة في يوم 2 مارس وأدت إلى سقوط مدني آخر.

### فترة الهدوء (3 - 6 مارس)
لم ترد أنباء عن اشتباكات مهمة في يوم الخميس 3 مارس في حين شهد يوم الجمعة 4 مارس المزيد من القصف للمدينة، لكن مجدداً لم ترد أنباء عن اشتباكات في يوم 5 مارس، بينما ذكرت مصادر من داخل مصراتة في يوم الأحد 6 مارس أن الهدوء لا زال يَسود المدينة ونفت ادعاءات كانت قد روجت لها حكومة القذافي بأنها سيطرت عليها، وذلك مع أن المدينة تعرضت للقصف من الغرب في اليوم ذاته.

### اشتداد الصراع (7 - 15 مارس)
شهدت الفترة المتأخرة من يوم 6 مارس تطور المعركة واشتدادها كثيراً في مصراتة بعد شن قوات القذافي هجوماً على المدينة ودخولها في اشتباك عنيف مع الثوار، وأدى هذا الاتشباك إلى سقوط 19 قتيلاً في صفوف الثوار والمدنيين بينما تمكن الثوار بدورهم من قتل 10 جنود للقذافي وأسر 13 غيرهم. وقد تطورت المعركة في اليوم التالي - 7 مارس - إلى درجة أن بعض المصادر من داخل مصراتة أفادت بأنها كانت أشد معركة منذ بدأ المظاهرات في المدينة (والتي بدأت قبل ذلك بثلاثة أسابيع تقريباً)، فقد استخدمت قوات القذافي الدبابات والعربات المصفحة لاقتحام المدينة من مداخلها البرية الثلاث، ولم يَستطع الثوار كبح هذا التقدم، لكنهم كمنوا لهذه القوات في وسط المدينة واستطاعوا إجبارها على التراجع. وقد أدت معارك هذا اليوم بالمجمل إلى سقوط 21 قتيلاً و91 جريحاً في صفوف المدنيين والثوار. مع مطلع يوم الثلاثاء 8 مارس بدأت قوات القذافي بالتجمع قرب مداخل مصراتة استعداداً لشن هجوم عنيف عليها، وبالرغم من عدم ورود أنباء عن هجومهم في ذلك اليوم فقد أدى قصف القوات للمدينة إلى سقوط 22 قتيلاً.
في يوم الأربعاء 9 مارس ساد الهدوء في أنحاء المدينة، بينما استمرت قوات القذافي بالاحتشاد قرب مداخلها، في حين ظل السكان مُرابطين عند المداخل وهم في حالة تأهب واستعداد لصَد أي هجوم مُحتمل من هذه القوات، ولو أن الهدوء ظل سائداً في أنحاء المدينة خلال ذلك اليوم. لكن في اليوم التالي - 10 مارس - تغيرت هذه الحال، فقد بدأت قوات القذافي أخيراً بالزحف من مكامنها حول المدينة متجهة نحو القاعدة الجوية - التي دارت فيها عدة معارك سابقاً - جنوب مصراتة محاولة انتزاعها من الثوار، وقد حاول السكان الرد بالخروج في مظاهرة عارمة لإيقاف تقدم الكتائب. وقد استمرت الأمور على وتيرة مشابهة في يوم 11 مارس أيضاً. في يوم السبت 12 مارس تطورت المعارك أكثر في الجنوب، فقد تمكن الثوار من مهاجمة 4 عربات مصفحة تابعة للقذافي في جنوب غرب المدينة وتفجيرها وقتلوا بعض من كانوا داخلها، كما استمر قصف بعض أنحاء المدينة. لكن عدى عن ذلك فقد ظل الهدوء يَسود أنحاءها كما في الأيام الماضية، وظلت قوات القذافي أيضاً مطبقة حصارها على المدينة، ولو أن الثوار تمكنوا من تمرير بعض المؤن وما إلى ذلك من ميناء المدينة الذي سيطروا عليه تماماً.
في يوم الأحد 13 مارس كسرت قوات القذافي حاجز الهدوء الذي كان سائداً خلال الأيام الماضية، وبدأت بقصف المناطق السكنية مُجدداً ثم أخذت بالتقدم من القاعدة الجوية متجهة إلى المدينة. لكن خلال تقدم هذه الكتائب بدأ بعض الجنود فجأة بالانشقاق عنها وإعلان عصيانهم والتحقاهم بالثورة الليبية، مما أدى إلى تبادل النيران بين المُنشقين والذين لا يَزالون يُعطون ولاءَهم للقذافي، وقد ساعدت هذه الاضطرابات الثوار كثيراً ومكنتهم من صد الهجوم الذي كانت تخطط له الكتائب على المدينة. أما يوم 14 مارس فلم يَشهد مواجهات ذات أهمية، في حين أن الثوار ظلوا مُسيطرين على المدينة بكامل أجزائها بالرغم من الحصار المُتواصل، ولم ترد أنباء عن حدوث اشتباكات في يوم 15 مارس هو الآخر.

### دخول الكتائب للمدينة (16 - 20 مارس)
في يوم الأربعاء 16 مارس بدأت كتائب القذافي الزحف نحو المدينة واقتحامها من ثلاث جهات، وأخذت بقصف المناطق السكنية المُحيطة كمُحاولة لإرهاب السكان ودفعهم إلى عدم المُقاومة. لكن بالرغم من ذلك فقد رابط الثوار للكتائب عند المدخلين الغربي والشرقي للمدينة وأجبروها على التراجع منهما، بينما استمرت الاشتباكات عند المدخلين الشمالي والجنوبي، وقد وصل الأمر إلى أن بعض البوارج حاصرت مصرتة من البحر قرب مينائها وتجهزت لقصف المدينة وإنزال فرق من الجنود فيها. وقد أدت المواجهات بالمجمل إلى سقوط 80 قتيل وعشرات الجرحى في صفوف الكتائب وأسر 6 من جنودها بينما سقط 8 قتلى في صفوف الثوار و11 بين المدنيين. لكن بعد هذا اليوم الدامي فقد ساد الهدوء في أنحاء المدينة خلال اليوم التالي - 17 مارس - ولم ترد أنباء عن اشتباكات، وذلك بالرغم من أن قوات القذافي بدأت بالتجمع مجدداً حول المدينة محاولة لإعادة تجميع صفوفها. أما يوم الجمعة 18 مارس فقد شهد في بدايته قصفاً مستمراً للمدينة خصوصاً حول قاعة الشعب بعد فترة الهدوء القصيرة في اليوم السابق، مما أدى إلى سقوط 25 قتيل بين المدنيين.
في يوم السبت 19 مارس تجدد قصف المدينة وأدى إلى وُقوع المَزيد من الضحايا. أما يوم 20 مارس فقد شهد قصفاً للتحالف الدولي لبعض قوات القذافي المُتمركزة حول المدينة، كما حدث خلاله تطور آخر عندما بدأت الكتائب بالزحف نحو وسط مصراتة بالدبابات وأخذت بتدمير المنازل والمناطق السكنية مُجبرة الأهالي المحليين على الانسحاب إلى مناطق أبعد، لكن مع ذلك فقد تمكن الثوار من إبطاء تقدمها وفجروا إحدى دباباتها، ولذا فلم تستطع أن تسيطر فعلياً إلا على «شارع طرابلس» المؤدي إلى وسط المدينة. استمرّ أيضاً تضييق الخناق على المدينة خلال هذا اليوم، فقد جابت شوارعها 4 دبابات للقذافي مُرهبة السكان ومُضيقة الحصار بينما استمرت الزوارق العسكرية بمُحاصرة الميناء.

### الانسحاب واستمرار الحصار (21 - 27 مارس)
في يوم الإثنين 21 مارس جددت قوات القذافي قصفها على المدينة وأوقعت عشرات القتلى والجرحى بين المدنيين والثوار كما تسببت بأضرار في خزانات الوقود ومُولدات الكهرباء، وبالرغم من أن قصف التحالف الدولي أجبر هذه القوات على الانسحاب أخيراً من داخل مصراتة - بعد بدأ اقتحامها قبل ذلك بخمسة أيام - ومن أن الثوار استطاعوا طرد جميع دبابتها باستثناء دبابتين حوصرتا داخل مناطقهم، إلا أن الكتائب ظلت تحاصر المدينة وتمنع دخول المُساعدات إليها من أي طريق بري. لكن الأمور لم تنته بهذا، فقد عادت الكتائب مُحاولة اقتحام المدينة مُجدداً بعد ذلك بفترة في اليوم ذاته، فتقدم السكان بدورهم ضمن مسيرة ضخمة مُحاولين إيقاف توغلها فردت القوات بإطلاق النار بشكل مُكثف عليهم مما أدى إلى سقوط ما يَزيد على 40 قتيلاً. في يوم 22 مارس استمر القصف وتركز في هذه المرة على وسط مصراتة، كما عانت المدينة من نقصف في الماء والكهرباء واشتدّ الحصار أكثر عليها. وقد أدى قصف ذلك اليوم إلى سقوط 17 قتيلٍ بالمجمل. في يوم الأربعاء 23 مارس استمرّ قصف مصراتة إلى جانب إطلاق قناصين متخفين للنار في شوارعها، ولو أن قصف التحالف تمكن من إجبار قوات القذافي على إيقاف ذلك في وقت الظهر. لكن من جهة أخرى فقد تمكنت القوات في اليوم ذاته من السيطرة على ميناء مصراتة وانتزاعه من الثوار، مما منعهم من استخدام البحر للحصول على المعونات. أما عدى عن ذلك فقد استمر الحصار على المدينة، دون حدوث اشتباكات مسلحة بين الثوار والكتائب.
في يوم الخميس 24 مارس شهدت مدينة مصراتة هجوماً عنيفاً للثوار على قناصي القذافي المنتشرين في أنحاء المدينة قتلوا فيه 30 قناصاً وتقدموا إلى وسط مصراتة مستعيدين سيطرتهم بذلك على الأوضاع العامة في المدينة. كما انسحبت بحرية القذافي من ميناء مصراتة مخلية بذلك الطريق أمام سفن المساعدات القادمة من مالطا. أما في مطار المدينة فقد فجرت عمليات التحالف طائرة حربية تابعة للقذافي كانت قد هبطت فيه. مع مجيء يوم 25 مارس بدأت قوات القذافي بالاحتشاد في ضواحي مصراتة استعداداً للهجوم عليها، وقد حاولت ذلك بالفعل بالرغم من صد الثوار لها. أما في يوم 26 مارس فقد تمركزت الكتائب عند مداخل المدينة لاقتحامها، ومع أن عمليات التحالف الدولي قصفت معاقلها هذه في صباح اليوم، إلا أنها استمرت بقصف المدينة وأخذت بالتوغل من المدخل الغربي ومن جهة البحر عند الميناء. وقد تقدمت 4 سفن حربية في وقت مقارب نحو الميناء وسيطرت على مياهه، ومنعت إحدى سفن المساعدات القادمة من أوروبا من دخوله. في يوم 27 مارس تابعت قوات القذافي محاولاتها لدخول المدينة من جهتي الشرق والغربي، كما نشرت عدداً كبيراً من القناصين في المدينة تسببوا بسقوط عشرات القتلى والجرحى من المدنيين، فضلاً عن استمرار قصف المدينة بالمدفعية والدبابات. وبالمجمل فقد دمرت عمليات التحالف خلال هذا اليوم وجزء من اليوم السابق 5 طائرات ومروحيتين حربيتين في قاعدة المدينة الجوية.

### معركة الميناء واشتداد الحصار (28 مارس - 22 أبريل)
مع مطلع يوم 28 مارس تمكنت إغاثات من أوروبا من الوصول إلى ميناء مصراتة ودخوله بنجاح بالرغم من المحاولات الفاشلة التي قامت بها بعض السفن الحربية التابعة للقذافي لإيقافها. لكن مع هذا فلم تهدأ سفن القذافي حول الميناء، وحاولت التوجه إلى ساحل المدينة لإنزال عدد من القوات، إلا أن الثوار منعوها من ذلك. وبشكل عام، استمر القصف اليومي والحصار المستديم المعتادين في أنحاء المدينة خلال ذلك اليوم، بينما اقتصرت سيطرة كتائب القذافي على منطقة محدودة في غرب مصراتة. أما إجمالي عدد القتلى فقد بلغ 8 على الأقل. وفي اليوم ذاته تحرك الأسطول الأمريكي وهاجم 3 سفن حربية تابعة للقذافي قرب ميناء مصراتة لمنعها من الإغارة على سفن المساعدات، وقد استطاع تدمير واحدة منها وتعطيل ثانية وإجبار الطاقم على إخلاء ثالثة. في يوم 29 مارس شهدت المدينة قصفاً ومعارك من جديد أدت إلى وقوع 20 قتيل في صفوف المدنيين، كما تمكن الثوار من إبقاء الميناء ضمن سيطرتهم وحمايته من من قوات القذافي.
في يوم 30 مارس تجدد القصف المعتاد في سماء مصراتة، لكن في المقابل فقد تمكن الثوار من إبقاء الميناء ضمن سيطرتهم خلال ذلك اليوم أيضاً، مما سمح لسفنتين بتسليم كم من المساعدات للسكان، كما لم تستطع قوات القذافي دخول وسط المدينة. بدأ يوم الخميس 31 مارس بقصف عنيف منذ مطلع الصباح أودى بحياة ما لا يَقل عن 20 مدنياً، وقد قتل الثوار بدورهم عدداً من قناصي القذافي المنتشرين في المدينة، كما تكررت المعارك بين الثوار والكتائب التي تمكن الثوار من الاستيلاء على عدد من أسلحتها. شهد اليوم التالي - 1 أبريل - معارك عنيفة بين الطرفين مرة أخرى في وسط مصراتة للسيطرة على محور المدينة، وقد ردت الكتائب على هذا بالقصف الشديد وأخذت باقتحام وتخريب البيوت والمحلات المجاورة مما أسقط 5 قتلى على الأقل. بينما شهد يوم 2 أبريل المزيد من القصف الذي لم يَنقطع تقريباً منذ بدأ حصار المدينة، مما أدى إلى سقوط 37 قتيل. كما دارت معارك عنيفة وحرب شوارع مجدداً بين الثوار والكتائب عند المدخلين الشرقي والغربي للمدينة.
تصعدت المعارك في يوم 3 أبريل عندما ضمت قوات القذافي مدخل مصراتة الجنوبي إلى جبهاتها القتالية، ثم بعد أن أحكمت لحصار تماماً على المدينة بدأت بالتوغل من المدخل الغربي متجهة نحو وسط المدينة، في ظل القصف العشوائي المستمر للأحياء السكنية الذي بدأ منذ الصباح موقعاً قتيلاً على الأقل وعدداً من الجرحى. أما في يوم 4 أبريل فقد استمر حصار المدينة وقصفها كالمعتاد مما أدى إلى سقوط 5 قتلى على الأقل، واستمرت الحال نفسها في يوم 5 أبريل هو الآخر. في يوم 6 أبريل سارت قوات القذافي عبر طريق الميناء متوجهة إلى الطريق الساحلي للسيطرة على مستودعات المؤن والمواد الغذائية التي بدأت تمثل نقصاً عند الكتائب، كما عاودت قصف المدينة خصوصاً الغرب والوسط إلا أنها ركزت قصفها في هذا اليوم على ميناء مصراتة نظراً إلى أنه آخر وسيلة تسمح للمساعدات بالوصول إلى سكان المدينة المحاصرين. وقد سقط خلال هذا القصف الذي استمر من العاشرة صباحاً إلى الخامسة عصراً 5 قتلى على الأقل و26 جريح.
شهد يوم 7 أبريل مواجهات دامية تمكن الثوار خلالها من قتل عدد كبير من مرتزقة القذافي وأسر 50 آخرين. كما قرر الثوار في اليوم ذاته إغلاق ميناء المدينة نتيجة للقصف العنيف الذي تعرض له في اليوم السابق، لكن بالرغم من ذلك فقد تابعت كتائب القذافي زحفها نحو الميناء، مما اضطر الثوار إلى التحرك نحوه والدخول في اشتباك عنيف معها، وقد تمكن الثوار خلال المعركة من تدمير بضع دبابات للقوات وأسر عدد كبير من جنودها، وأجبروها بذلك على التراجع من منطقة الميناء. وصلت بعض سفن المساعدات في اليوم التالي - الجمعة 8 أبريل - محملة بكم كبير من المؤن وتمكنت من الرسو في الميناء وإنزال حمولتها بنجاح. لكن مع حلول صباح اليوم بدأت كتائب القذافي بشن هجمات مجدداً على المدخل الغربي للمدينة في محاولة لدخولها، إلا أن الثوار نجحوا في صد الهجوم، كما نشبت مناوشات أخرى في محيط الميناء شرق المدينة. وقد بدأ حلف الناتو خلال هذا اليوم بتنفيذ عمليات ضد قوات القذافي المتمركزة حول مصراتة، وتمكن خلال هذه العمليات من تدمير 15 دبابة تابعة لها حول المدينة.
في يوم 9 أبريل بدأ حلف الناتو مجدداً بتنفيذ عمليات ضد قوات القذافي المتمركزة حول مصراتة. أما على الأرض فقد استمرت الكتائب بالزحف عبر طريق الميناء، لذا فقد دخل معها الثوار في اشتباك عنيف بهدف إيقافها مما أدى إلى سقوط 30 قتيل في صفوفهم. وفضلاً عن هذا الاشتباك في الشرق، فقد استطاع الثوار في شارع طرابلس غرب مصراتة إبعاد قوات القذافي - الذي كانت تسيطر عليه منذ أيام عديدة - عنه وإغلاقه أخيراً. لاحقاً في اليوم ذاته، وصلت إلى المدينة سفينة تابعة للصليب الأحمر مُحملة بمواد وإغاثات طبية تكفي لتطبيب 300 مصاب، ولكن هذه السفينة - على عكس السفن السابقة - جاءت بعلم حكومة القذافي وبإذن منها بَعد أن استمرت المفاوضات بين الطرفين لمدة أسبوع كامل بهذا الشأن.
قصفت قوات حلف الناتو بين يومي 9 و10 أبريل عدة مجموعات لقوات القذافي حول مصراتة، وادعى الحلف أن غاراته هذه تكمنت من تفجير 12 دبابة تابعة للقذافي. أما يوم الإثنين 11 أبريل فقد شهد قصفاً تلته معارك واشتباكات عنيفة في شرق المدينة عند الميناء ووسطها عند شارع طرابلس مجدداً. وبالمجمل أدى القصف الذي استخدمت فيه 140 قذيفة والاشتباكات المُستمرة إلى سقوط 5 قتلى و20 جريح على الأقل. استمر القصف لاحقاً في يوم 12 أبريل، وقد أعلنت قوات القذافي خلال ذلك اليوم سيطرتها على ميناء المدينة بالرغم من نفي الثوار لذلك. كما تمكن ثوار منطقتي زاوية المحجوب وسيدي امبارك من تحرير منطقة زاوية المحجوب والطريق الساحلي غرب المدينة بعد معارك عنيفة استمرت ما يقارب شهر وكانت مدرسة أبوبكر الصديق أول الأماكن التي سيطر عليها الثوار . شهد صباح اليوم ذاته أيضاً محاولتين للكتائب لاقتحام المدينة وللوُصول إلى الميناء في الشرق، إلا أن الثوار تكنوا من صدها.
شهد يوم 13 أبريل مرة أخرى اشتباكات عنيفة في شرق ووسط مدينة مصراتة عند الميناء وشارع طرابلس، بينما استمرّ الحصار على حاله. كما نفذ حلف الناتو بعض العمليات في هذا اليوم حول المدينة إثر انتقاده في الأيام السابقة، وحسب الحلف فقد دمرت غاراته هذه 12 دبابة للقذافي. وخلال يوم 13 أبريل واليوم التالي - 14 أبريل - استمرّ القصف على المدينة في حين تقدم الثوار ودفعوا الكتائب إلى التراجع من عدة مناطق ولمسافة 10 كيلومترات غرباً بعد إصابتها بأضرار وأسر 12 من جنودها. كما قصفت الكتائب خلال اليوم ذاته حياً مجاوراً للميناء مما أدى إلى سقوط 23 قتيل بين المدنيين. في يوم 15 أبريل اشتدّ القصف على المدينة وأسقط 47 قتيل بعد قذف 200 صاروخ بشكل عشوائي في أنحائها خصوصاً الميناء. كما وصلت في اليوم ذاته سفينة تابعة لمنظمة الهجرة الدولية إلى الميناء وأجلت 8,300 مهاجر من المدينة، فضلاً عن انطلاق زوارق للثوار من مدينة بنغازي متجهة هي الأخرى إلى ميناء مصراتة لتوصيل عدد من الثوار من مدينة البيضاء وبنغازي ودرنة وطبرق للمشاركة في المعارك كما قامت الزوارق بتوصيل أيضاً كميات من المواد الغذائية والطبية وذخيرة الأسلحة لسكانها وثوارها. لم يَتوقف القصف في يوم 16 أبريل هو الآخر واُستخدم خلاله 100 صاروخ على الأقل، مما أدى إلى سقوط 3 قتلى وأكثر من 18 جريح. كما أسقط قصف يوم 17 أبريل 17 قتيل آخرين و47 جريحاً على الأقل.
في يوم 18 أبريل تمكن الثوار من أسر 31 من جنود القذافي وأحرقوا 31 دبابة. ثم استمرت الاشتباكات في يوم 19 أبريل، وسط قصف مستمر على المدينة. وقد أسقط قصف يوم 20 أبريل هو الآخر مما أسقط 20 قتيل في صفوف المدنيين.

## الخسائر والضحايا
سقط في مصراتة عدد كبير من القتلى يُقدر بما يَتراوح من 600 إلى 1,000 مدني بين يومي 17 فبراير و3 أبريل، ولو أن بعض التقديرات تصل إلى 7,0000 قتيل. منهم 177 بين يومي 18 و27 مارس، و160 بين 27 مارس و3 أبريل. ويُوضح هذا جدول الخسائر الإجمالية لمعركة مصراتة يوماً بيوم، لكنه يُبين الضحايا الموثقين فقط، لذا فإجمالي الأعداد المذكورة فيه ربما لا يَكون قريباً كثيراً من العدد الفعلي للضحايا، كما أنه لا يُورد جميع أيام المعركة.
ملاحظة: خانة الضحايا تحوي بشكل أساسي أرقام القتلى فقط نظراً إلى أنها الأفضل توثيقاً، لكن أحياناً عندما ترد أنباء عن جرحى أو أسرى تستخدم اختصارات بين الأقواس للإشارة إليهم: القتلى (ق) - الجرحى (ج) - الأسرى (أ). أيضاً في خانة «أخرى للقذافي» ترد أرقام خسائر آليات القذافي، وتستخدم الاختصارات هنا أيضاً للإشارة إلى الآليات، كالتالي: دبابة (د) - مدرعة/عربة مصفحة (ع) - مروحية (م) - طائرة (ط) - سفينة (س)، وعند الاستيلاء على آلية ما - دبابة مثلاً - يُكتب (د - ا) وفي حال تضررت (د - ض). كما تضمن ضحايا المدنيين في خانة «ضحايا الثوار».
| اليوم     | ضحايا الثوار     | ضحايا القذافي            | أخرى للقذافي    | المراجع       |
| --------- | ---------------- | ------------------------ | --------------- | ------------- |
| 19 فبراير | 3                |                          |                 | [ 7 ]         |
| 20 فبراير | 1                |                          |                 | [ 7 ]         |
| 24 فبراير | 4                |                          |                 | [ 12 ]        |
| 27 فبراير | عدد غير محدد     |                          |                 | [ 14 ]        |
| 28 فبراير | 50 تقريباً        |                          |                 | [ 16 ]        |
| 1 مارس    | قتيلان           |                          |                 | [ 20 ]        |
| 2 مارس    | قتيل             |                          |                 | [ 21 ]        |
| 6 مارس    | 19               | 10 (ق) و13 (أ)           |                 | [ 26 ]        |
| 7 مارس    | 21 (ق) و91 (ج)   |                          |                 | [ 27 ]        |
| 8 مارس    | 22               |                          |                 | [ 29 ]        |
| 12 مارس   |                  | عدد غير محدد             | 4 (ع)           | [ 35 ] [ 36 ] |
| 16 مارس   | 19               | 80 (ق) و6 (أ)            |                 | [ 45 ] [ 46 ] |
| 18 مارس   | 25               |                          |                 | [ 50 ]        |
| 19 مارس   | عدد غير محدد     |                          |                 | [ 51 ]        |
| 20 مارس   |                  |                          | دبابة           | [ 53 ]        |
| 21 مارس   | 40 (ق) عشرات (ج) |                          |                 | [ 54 ] [ 56 ] |
| 22 مارس   | 17               |                          |                 | [ 59 ]        |
| 24 مارس   |                  | 30                       | طائرة           | [ 2 ] [ 63 ]  |
| 27 مارس   | عشرات (ق - ج)    |                          | 5 (ط) 2 (م)     | [ 67 ]        |
| 28 مارس   | 8                |                          | 1 (س) 2 (س - ض) | [ 71 ] [ 73 ] |
| 29 مارس   | 20               |                          |                 | [ 72 ]        |
| 31 مارس   | 20               |                          |                 | [ 77 ]        |
| 1 أبريل   | 5                |                          |                 | [ 80 ]        |
| 2 أبريل   | 37               |                          |                 | [ 82 ]        |
| 3 أبريل   | قتيل             |                          |                 | [ 84 ]        |
| 4 أبريل   | 5                |                          |                 | [ 85 ] [ 86 ] |
| 6 أبريل   | 5 (ق) و26 (ج)    |                          |                 | [ 90 ] [ 91 ] |
| 7 أبريل   |                  | عدد غير محدد (ق) و50 (أ) |                 | [ 92 ]        |
| 8 أبريل   |                  |                          | 15 (د)          | [ 95 ]        |
| 9 أبريل   | 30               |                          |                 | [ 97 ]        |